# Liste der denkmalgeschützten Objekte in Hallwang
Die Liste der denkmalgeschützten Objekte in Hallwang enthält die 5 denkmalgeschützten, unbeweglichen Objekte der Gemeinde Hallwang.

## Denkmäler
| Foto |                 | Denkmal                                                                                         | Standort                                     | Beschreibung | Metadaten |
| ---- | --------------- | ----------------------------------------------------------------------------------------------- | -------------------------------------------- | --- | --- |
| ja   | Datei hochladen | Wallfahrtskapelle hl. Antonius von Padua/Schlosskapelle HERIS-ID: 15826 Objekt-ID: 12072        | gegenüber Söllheim 3 Standort KG: Hallwang I | Die Kapelle wurde 1694 geweiht. Der Erbauer der Kapelle, Johann Kaufmann, liegt in der Gruft der Kapelle. Im Inneren befindet sich ein Marmoraltar mit einem Altarbild vom Heiligen Antonius von Padua, auf Kupfer gemalt. | BDA-Hist.: Q37798888 Status: Bescheid Stand der BDA-Liste: 2025-06-30 Name: Wallfahrtskapelle hl. Antonius von Padua/Schlosskapelle GstNr.: 2461/15 Saint Anthony chapel (Hallwang)  |
| ja   | Datei hochladen | Pfarrhof HERIS-ID: 15823 Objekt-ID: 12069                                                       | Kirchenstraße 1 Standort KG: Hallwang I      | Der einfache zweigeschoßige Pfarrhof mit einem Walmdach wurde 1788 erbaut und 1979 restauriert. | BDA-Hist.: Q37798859 Status: § 2a Stand der BDA-Liste: 2025-06-30 Name: Pfarrhof GstNr.: 1                                                                                           |
| ja   | Datei hochladen | Schloss Söllheim HERIS-ID: 15824 Objekt-ID: 12070                                               | Söllheim 1 Standort KG: Hallwang I           | Der dreigeschoßige Barockbau geht im Kern auf das 12. Jahrhundert zurück und stammt in der heutigen Form aus der Zeit nach 1684.                                                                                           | BDA-Hist.: Q1249418 Status: Bescheid Stand der BDA-Liste: 2025-06-30 Name: Schloss Söllheim GstNr.: 2467 Schloss Söllheim                                                            |
| ja   | Datei hochladen | Restaurant Pfefferschiff, ehem. Mesnerhaus HERIS-ID: 15828 Objekt-ID: 12074                     | Söllheim 3 Standort KG: Hallwang I           | Der zweigeschoßige Bau mit Walmdach und kleinem Uhrturm stammt aus der Zeit um 1690. | BDA-Hist.: Q37798919 Status: Bescheid Stand der BDA-Liste: 2025-06-30 Name: Restaurant Pfefferschiff, ehem. Mesnerhaus GstNr.: 2461/3                                                |
| ja   | Datei hochladen | Kath. Pfarrkirche hl. Martin, Fundstelle (Römische Kaiserzeit) HERIS-ID: 15822 Objekt-ID: 12068 | Standort KG: Hallwang I                      | Die Orgel der Pfarrkirche St. Martin stammt aus der Haager Orgelbauwerkstatt Johann Pieringer, sie wurde 2005 errichtet und verfügt über 20 Register auf zwei Manualen und Pedal.                                          | BDA-Hist.: Q37798848 Status: § 2a Stand der BDA-Liste: 2025-06-30 Name: Kath. Pfarrkirche hl. Martin, Fundstelle (Römische Kaiserzeit) GstNr.: 8/2 Pfarrkirche St. Martin (Hallwang) |